# Ventotene
Ventotene – miejscowość i gmina we Włoszech, w regionie Lacjum, w prowincji Latina. Gmina obejmuje wyspę pochodzenia wulkanicznego o tej samej nazwie, znanej w starożytnym Rzymie pod nazwą Pandataria lub Pandateria.
Według danych na rok 2004 gminę zamieszkiwały 633 osoby, 633 os./km².
W okresie wczesnego cesarstwa rzymskiego służyła za miejsce zesłania członków panującej dynastii. Zesłano na nią m.in.:
- Julię – córkę cesarza Augusta,
- Agrypinę Starszą – żonę Germanika,
- Julię Liwillę – siostrę cesarza Kaliguli,
- Oktawię – córkę cesarza Klaudiusza, a żonę cesarza Nerona,
- Flawię Domicyllę – krewną cesarza Domicjana.